# ピーター・ガーランド
ピーター・ガーランド（Peter Garland、1952年1月25日 - 、メイン州ポートランド生まれ）は、作曲家、作家、『サウンディングス・プレス』誌の発行人である。
ジェームズ・テニーとハロルド・バッドの教え子であるガーランドの作品の多くは、ポストミニマルとみなされている。しかし、「The Days Run Away」（1971年）などのポストミニマル作品の多くは、最初期のミニマリストたちの作品群と同じ頃の1970年代初頭に書かれたものである。彼はネイティブ・アメリカンの音楽や、シルベストレ・レブエルタスの音楽の専門家でもある。また、『Gone Walkabout: Essays 1991- 』の著者でもある。ガーランドは、カリフォルニア芸術大学でディック・ヒギンズとの出版ワークショップに参加した後、1971年に『サウンディングス・プレス』シリーズを開始した。

## ディスコグラフィ

### アルバム
- Border Music (1992年、¿What Next?)
- Walk in Beauty (1992年、New Albion)
- 『ナナ+ヴィクトリオ』 - Nana + Victorio (1993年、Avant)
- The Days Run Away (2000年、Tzadik)
- Another Sunrise (2002年、Mode)
- Love Songs (2005年、Tzadik)
- Three Strange Angels (2008年、Tzadik) ※『Border Music』の再発盤にライブ録音を追加
- String Quartets (2009年、Cold Blue Music)[2]
- Waves Breaking on Rocks (2011年、New World)
- The Birthday Party (2017年、New World)
- Moon Viewing Music (Inscrutable Stillness Studies #1) (2018年、Cold Blue Music)
- The Landscape Scrolls (2018年、Starkland)
- Three Dawns and Bush Radio Calling (2021年、Cold Blue Music)[3]
- The Basketweave Elegies (2023年、Cold Blue Music)[4]

### EP
- Matachin Dances (1982年、Cold Blue)
- After the Wars (2015年、Cold Blue Music) ※with Sarah Cahill

### 参加コンピレーション・アルバム
- Cold Blue (1984年、Cold Blue) ※「The Three Strange Angels」(1973年)収録
- Persistence of Past Chemistries (2000年、The Orchard) ※「Apple Blossom」収録
- Dancing on Water (2001年、Cold Blue) ※「Dancing on Water」収録
- The Complete Ten-Inch Collection from Cold Blue (2003年、Cold Blue) ※「Matachin Dances」(1982年)収録
- Cold Blue Two (2012年、Cold Blue) ※「Nights in the Gardens of Maine」収録

### 作品提供アルバム
- Ensemble Bash : Launch (1996年、Sony) ※「Apple Blossom」 (1972年)
- William Winant, Roy Malan, Carla Kihlstedt a.o. : Peter Garland: Love Songs (2005年、Tzadik) ※「Matachin Dances」「Coyote's Bones (Last Piece)」「Love Songs」

## 参考
- スモーキー・ザ・ベア・スートラ